# Juan Carlos Henao
Juan Carlos Henao Valencia (Medellín; 30 de diciembre de 1970) es un exfutbolista colombiano. Jugaba de portero. Se destacó al servicio del Once Caldas, siendo fundamental en obtención de la Copa Libertadores 2004.

## Trayectoria

### Once Caldas
Su debut fue con el equipo Dinastía de Riosucio de Caldas en el primer campeonato de segunda división realizado en Colombia en 1991, alternando en las posiciones de portero y delantero. A principios de 1992 fue llamado como tercer arquero del Once Caldas debutando en octubre de ese mismo año frente al Atlético Nacional, con el blanco-blanco jugó durante 12 años, interrumpidos brevemente en 2002 cuando pasó por Atlético Bucaramanga en calidad de préstamo. En el equipo de Manizales jugó una Copa Conmebol en 1998, obtuvo un subtítulo profesional en 1998, tres participaciones en Copa Libertadores de América, el título profesional de 2003 y finalmente su consagración con el título de la Copa Libertadores 2004 por penales en la final frente al campeón vigente Boca Juniors, atajando 2 penales en los cobros, y otros 2 serían lanzados fuera.

### Santos
Posterior a este triunfo, Henao es transferido al Santos Futebol Clube de Brasil donde permaneció poco tiempo por una lesión y se mantuvo seis meses inactivo.
Con el 'peixe' disputó 14 partidos (4 de Campeonato Paulista, 4 de Serie A y 6 de Copa Libertadores).

### Millonarios
Regresó a Colombia para disputar el Torneo Finalización 2006 en Millonarios.

### Atlético Maracaibo
Para 2007 se traslada a Venezuela a jugar en el Unión Atlético Maracaibo participando en dos Copa Libertadores y siendo subcampeón de la Copa Venezuela 2007.
Disputaría 50 partidos con el club (38 partidos de liga, 4 de Copa Venezuela, 6 de Copa Libertadores y 2 de Copa Sudamericana).

### Real Cartagena
En febrero de 2009 el equipo recién ascendido Real Cartagena anuncia la contratación del portero para afrontar el Torneo Apertura.
En julio de 2009 sufre una lesión de gravedad en el ligamento cruzado anterior de la rodilla izquierda, que lo mantuvo siete meses por fuera de las canchas. Tras su paso por Real Cartagena, disputaría 30 partidos (27 por liga y 3 por Copa Colombia).

### Once Caldas
El 23 de junio de 2010 regresó a Once Caldas y obtuvo el título de primera división, como suplente del arquero Luis Enrique Martínez.
En el año 2011, Once Caldas clasificó nuevamente a la Copa Libertadores donde alcanzó los cuartos de final, allí el arco estuvo defendido por Luis Enrique Martínez mientras que Juan Carlos se encargó de proteger el arco manizaleño en la Liga Postobón de dicho año.
En el año 2011, Henao consiguió él subcampeonato de la Liga Colombiana al ser derrotado Once Caldas por Junior en la tanda de penales.
En el año 2012, Juan Carlos se dispone a las órdenes del nuevo entrenador argentino Ángel Hoyos para encarar una nueva Liga Colombiana.
Su apodo El Beto de Haedo le surge en la temprana infancia jugando al póker con amigos en las calles de Haedo Provincia de Buenos Aires, donde vivió hasta los 15 años, mientras que el apodo de El Zarco, surge debido a su enorme parecido con el personaje de la película colombiana La vendedora de rosas.
El 3 de febrero de 2015 Henao confirmaría que este sería su último año de su carrera futbolista.

El 23 de agosto de 2015 entra en reemplazo de José Fernando Cuadrado quien sale lesionado siendo una de las figura del partido en la victoria 2 a 1 como visitante frente a Atlético Nacional, siendo el más veterano en jugar en la Categoría Primera A con Once Caldas.
El 20 de noviembre de 2016, Henao dijo adiós para siempre a las canchas, su último partido fue por la fecha 20 del Torneo Finalización 2016 con derrota 2 a 1 frente al cuadro Independiente Santa Fe.

## Selección nacional
Jugó 12 partidos con la selección de fútbol de Colombia entre 2000 y 2005, siendo convocado para la Copa América 2004, que se realizó en Perú.

### Participaciones enCopas Oro
| Copa Oro           | Sede                    | Resultado          | PJ                           | GR | VI |
| ------------------ | ----------------------- | ------------------ | ---------------------------- | -- | -- |
| Copa Oro 2000      | Estados Unidos          | Subcampeón         | 0 (5 partidos como suplente) | 0  | 0  |
| Copa Oro 2003      | Estados Unidos y México | Cuartos de final   | 0 (3 partidos como suplente) | 0  | 0  |
| Total en Copas Oro | Total en Copas Oro      | Total en Copas Oro | 0                            | 0  | 0  |

### Participaciones enCopas América
| Copa América      | Sede | Resultado    | PJ | GR | VI |
| ----------------- | ---- | ------------ | -- | -- | -- |
| Copa América 2004 | Perú | Cuarto lugar | 6  | -7 | 3  |

### Participaciones enCopa Confederaciones
| Copa Confederaciones      | Sede    | Resultado    | PJ                           | GR | VI |
| ------------------------- | ------- | ------------ | ---------------------------- | -- | -- |
| Copa Confederaciones 2003 | Francia | Cuarto lugar | 0 (5 partidos como suplente) | 0  | 0  |

### Participaciones enEliminatorias al Mundial
| Eliminatoria                           | Sede del Mundial | Posición      | Resultado | PJ                                | GR | VI |
| -------------------------------------- | ---------------- | ------------- | --------- | --------------------------------- | -- | -- |
| Eliminatorias Mundial de Alemania 2006 | Alemania         | 6°lugar 24pts | Eliminado | 0 (2 convocatorias como suplente) | 0  | 0  |

## Estadísticas

### Clubes
| Club                            | Temporada           | Liga  | Liga  | Copas Nacionales | Copas Nacionales | Copas Internacionales | Copas Internacionales | Total | Total |
| Club                            | Temporada           | Part. | Goles | Part.            | Goles            | Part.                 | Goles                 | Part. | Goles |
| ------------------------------- | ------------------- | ----- | ----- | ---------------- | ---------------- | --------------------- | --------------------- | ----- | ----- |
| Deportes Dinastía · Colombia    | 1991                | 4     | 0     | Inexistentes     | Inexistentes     | Inexistentes          | Inexistentes          | 4     | 0     |
| Deportes Dinastía · Colombia    | Total club          | 4     | 0     | 0                | 0                | 0                     | 0                     | 4     | 0     |
| Once Caldas · Colombia ·        | 1992                |       | 0     | Inexistentes     | Inexistentes     | Inexistentes          | Inexistentes          |       | 0     |
| Once Caldas · Colombia ·        | 1993                | 23    | 0     | Inexistentes     | Inexistentes     | Inexistentes          | Inexistentes          | 23    | 0     |
| Once Caldas · Colombia ·        | 1994                | 43    | 0     | Inexistentes     | Inexistentes     | Inexistentes          | Inexistentes          | 43    | 0     |
| Once Caldas · Colombia ·        | A-1995              | 28    | 0     | Inexistentes     | Inexistentes     | Inexistentes          | Inexistentes          | 28    | 0     |
| Once Caldas · Colombia ·        | 1995/96             |       | 0     | Inexistentes     | Inexistentes     | Inexistentes          | Inexistentes          |       | 0     |
| Once Caldas · Colombia ·        | 1996/97             |       | 0     | Inexistentes     | Inexistentes     | Inexistentes          | Inexistentes          |       | 0     |
| Once Caldas · Colombia ·        | 1998                | 54    | 0     | Inexistentes     | Inexistentes     | 2                     | 0                     | 56    | 0     |
| Once Caldas · Colombia ·        | 1999                | 47    | 0     | Inexistentes     | Inexistentes     | 6                     | 0                     | 53    | 0     |
| Once Caldas · Colombia ·        | 2000                | 41    | 0     | Inexistentes     | Inexistentes     | Inexistentes          | Inexistentes          | 41    | 0     |
| Once Caldas · Colombia ·        | 2001                | 47    | 0     | Inexistentes     | Inexistentes     | Inexistentes          | Inexistentes          | 47    | 0     |
| Atlético Bucaramanga · Colombia | 2002                | 25    | 0     | Inexistentes     | Inexistentes     | Inexistentes          | Inexistentes          | 25    | 0     |
| Atlético Bucaramanga · Colombia | Total club          | 25    | 0     | 0                | 0                | 0                     | 0                     | 25    | 0     |
| Once Caldas · Colombia          | 2002                | 22    | 0     | Inexistentes     | Inexistentes     | Inexistentes          | Inexistentes          | 22    | 0     |
| Once Caldas · Colombia          | 2003                | 38    | 0     | Inexistentes     | Inexistentes     | Inexistentes          | Inexistentes          | 38    | 0     |
| Once Caldas · Colombia          | 2004                | 19    | 0     | Inexistentes     | Inexistentes     | 15                    | 0                     | 34    | 0     |
| Santos · Brasil                 | 2005                | 4     | 0     | Desconocido      | Desconocido      | 6                     | 0                     | 10    | 0     |
| Santos · Brasil                 | Total club          | 4     | 0     | 0                | 0                | 6                     | 0                     | 10    | 0     |
| Millonarios · Colombia          | 2006                | 18    | 0     | Inexistentes     | Inexistentes     | Inexistentes          | Inexistentes          | 18    | 0     |
| Millonarios · Colombia          | 2007                | 21    | 0     | Inexistentes     | Inexistentes     | Inexistentes          | Inexistentes          | 21    | 0     |
| Millonarios · Colombia          | Total club          | 39    | 0     | 0                | 0                | 0                     | 0                     | 39    | 0     |
| UA Maracaibo · Venezuela        | 2007/08             | 30    | 0     | Inexistentes     | Inexistentes     | 6                     | 0                     | 36    | 0     |
| UA Maracaibo · Venezuela        | 2008/09             | 9     | 0     | Inexistentes     | Inexistentes     | 2                     | 0                     | 9     | 0     |
| UA Maracaibo · Venezuela        | Total club          | 39    | 0     | 0                | 0                | 8                     | 0                     | 47    | 0     |
| Real Cartagena · Colombia       | 2009                | 14    | 0     | Desconocido      | Desconocido      | Inexistentes          | Inexistentes          | 14    | 0     |
| Real Cartagena · Colombia       | 2010                | 13    | 0     | Desconocido      | Desconocido      | Inexistentes          | Inexistentes          | 13    | 0     |
| Real Cartagena · Colombia       | Total club          | 27    | 0     | 0                | 0                | 0                     | 0                     | 27    | 0     |
| Once Caldas · Colombia          | 2010                | 6     | 0     | 3                | 0                | Inexistentes          | Inexistentes          | 9     | 0     |
| Once Caldas · Colombia          | 2011                | 26    | 0     | 7                | 0                | 0                     | 0                     | 33    | 0     |
| Once Caldas · Colombia          | 2012                | 16    | 0     | 7                | 0                | 0                     | 0                     | 23    | 0     |
| Once Caldas · Colombia          | 2013                | 6     | 0     | 6                | 0                | Inexistentes          | Inexistentes          | 12    | 0     |
| Once Caldas · Colombia          | 2014                | 4     | 0     | 4                | 0                | Inexistentes          | Inexistentes          | 8     | 0     |
| Once Caldas · Colombia          | 2015                | 6     | 0     | 6                | 0                | 0                     | 0                     | 12    | 0     |
| Once Caldas · Colombia          | 2016                | 6     | 0     | 4                | 0                | Inexistentes          | Inexistentes          | 10    | 0     |
| Once Caldas · Colombia          | Total club          | 550   | 0     | 37               | 0                | 23                    | 0                     | 610   | 0     |
| Total en su carrera             | Total en su carrera | 688   | 0     | 37               | 0                | 37                    | 0                     | 762   | 0     |

### Selección
| Selección                   | Año                         | Part. | Goles |
| --------------------------- | --------------------------- | ----- | ----- |
| Absoluta                    | 2000                        | 1     | 0     |
| Absoluta                    | 2001                        | 1     | 0     |
| Absoluta                    | 2002                        | 1     | 0     |
| Absoluta                    | 2003                        | 1     | 0     |
| Absoluta                    | 2004                        | 7     | 0     |
| Absoluta                    | 2005                        | 1     | 0     |
| Total en Selección Colombia | Total en Selección Colombia | 12    | 0     |

## Datos

### Once Caldas
- Primer partido con el club: Debutaría el día 4 de octubre de 1992 de la mano del entrenador 'Picis' Restrepo contra el Atlético Nacional sacando la portería en ceros.

- Récord de veteranía: Con 44 años y 324 días se retiró logrando el récord de ser el jugador más longevo en atajar con el Once Caldas.

- Récord de partidos: Es el futbolista con más partidos oficiales disputados con el Once Caldas con 610 encuentros.

- Entrenadores: Fue dirigido por 16 entrenadores con el blanco-blanco; 'Picis' Restrepo, Orlando Restrepo, 'Paco' Castro, Javier Álvarez, Alexis García, Juan Eugenio Jiménez, Luis Fernando Montoya, Juan Carlos Osorio, Luis Pompilio Páez, 'Abuelo' Cruz, Ángel Guillermo Hoyos, 'Sachi' Escobar, Flabio Torres, Francisco Cortes, Javier Torrente y Hernán Lisi.

- Partidos con Once Caldas:

| Competición           | Partidos | Títulos |
| --------------------- | -------- | ------- |
| Primera División      | 550      | 2       |
| Copa Colombia         | 37       | 0       |
| Copa Libertadores     | 20       | 1       |
| Copa Conmebol         | 2        | 0       |
| Copa Intercontinental | 1        | 0       |
| Total club            | 610      | 3       |

### Otros
- Es el segundo arquero colombiano con más partidos oficiales disputados (784) siendo superado solo por Miguel Calero quien sumó (945) encuentros.

- Con 610 partidos en el Once Caldas es el  futbolista que para un club colombiano ha disputado más partidos, superando a Jorge Bermúdez (padre) quien disputó 608 partidos con el Deportes Quindio.

- Ostenta el récord de ser el arquero que más partidos ha disputado en la Categoría Primera A.

- Es el octavo futbolista con más partidos disputados en la Categoría Primera A. El primer lugar lo ocupa Gabriel Berdugo con 733 encuentros.

- En una publicación de los mejores arqueros del siglo XXl, realizada por la IFFHS fue ubicado en el puesto 39, el primer lugar lo ocuparía Buffon..

## Palmarés

### Campeonatos nacionales
| Título              | Club        | País     | Año  |
| ------------------- | ----------- | -------- | ---- |
| Torneo Apertura     | Once Caldas | Colombia | 2003 |
| Torneo Finalización | Once Caldas | Colombia | 2010 |

### Copas internacionales
| Título            | Club        | País     | Año  |
| ----------------- | ----------- | -------- | ---- |
| Copa Libertadores | Once Caldas | Colombia | 2004 |

### Distinciones individuales
| Distinción                                  | Año  |
| ------------------------------------------- | ---- |
| Parte del Equipo Ideal de América           | 2004 |
| Noveno mejor portero del mundo por la IFFHS | 2004 |